# Schlacht auf dem Krbava-Feld
In der Schlacht auf dem Krbava-Feld (kroatisch Bitka na Krbavskom Polju) standen sich am 9. September 1493 in der Lika kroatische und osmanische Truppen gegenüber. Unter dem Kommando des bosnischen Sandschak-Beys Hadum-Jakub Pascha besiegten die Osmanen die kroatische  Feudalarmee unter dem Befehl des kroatischen Bans Emerik Derenčin. Das Krbava-Feld liegt am gleichnamigen Fluss nahe der Stadt Udbina und der gleichnamigen Burg.

## Vorgeschichte
Im Spätsommer des Jahres 1493 überschritt Hadum-Jakub Pascha mit ca. 8.000 Kämpfern (sogenannte akindžijam) die Flüsse Una und Kupa, fiel in die Steiermark ein und verwüstete dort die Städte Cilli und Pettau. Auf dem Rückzug nach Bosnien verwüsteten die Türken das kroatische Zagorje und brandschatzen die Stadt Modruš. Nach den Aufzeichnungen eines türkischen Geschichtsschreibers traf Hadum-Jakub Pascha auf einem Gebirgszug (vermutlich auf der Mala Kapela) auf das kroatische Heer, das ihm den Weg versperrte. Weil Hadum-Jakub Pascha befürchtete, dass ihm Truppen aus der Steiermark nachsetzten, wollte er den Rückweg nach Bosnien freikaufen und bot Ban Emerik Derenčin Geld an. Derenčin war jedoch von der Überlegenheit der kroatischen Truppen überzeugt und nahm außerdem an, die Türken könnten durch den Rückzug erschöpft sein. Er forderte daher gegen den Rat des kroatischen Adels die Freilassung aller aus der Steiermark und Krain Verschleppten und die Herausgabe der Kriegsbeute. Das lehnte Hadum-Jakub Pascha ab. Während die Verhandlungen über den Loskauf der Gefangenen noch liefen, nutze der Pascha die Situation zu seinen Gunsten aus, um sich aus dieser für ihn und seine Streitkräfte misslichen Lage zu befreien, und gab seinen Truppen den Befehl, über das Krbava-Feld zu marschieren.
Als Derenčin von der neuen Route der Türken erfuhr, versammelte er die bis dahin untereinander zerstrittenen kroatischen Adligen Ivan Frankopan Cetinski, Bernardin Frankopan Modruški, Nikola Frankopan Tržački, Karlo Gušić, Petar II. Zrinski, Ban von Jajce Juraj Vlatković und andere mit ihren Aufgeboten auf dem Krbavafeld. Die kroatischen Streitkräfte bestanden aus 3.000 Reitern, 2.000 Fußsoldaten und aus 3.000 bis 5.000 schlecht bewaffneten und militärisch wenig geübten Bauern. Man entschloss sich, die Türken frontal in drei Treffen anzugreifen. Die erste Gruppe bildete das slawonische Aufgebot unter dem Befehl von Ferdinand Berislavić, die zweite Gruppe wurde von Ivan Frankopan Cetinski und Ban Mihajlo Petkayo geführt, die dritte von Nikola Frankopan Tržački mit Bernardin Frankopan Modruški. Den Kern jedes Korps bildete die Reiterei des Adels, der jeweils Einheiten aus Fußsoldaten und Bauern beigegeben wurden.
Als Hadum-Jakub Pascha das Krbavafeld erreichte, erkannte er, dass dem Kampf nicht auszuweichen war, und ließ zuerst alle wehrfähigen Männer aus der verschleppten Zivilbevölkerung ermorden. Um einen Frontalangriff der Kroaten zu vermeiden, lockte er diese auf das flache Krbavafeld und ließ sie dann aus dem Hinterhalt von allen Seiten mit seiner schnellen und beweglicheren Reiterei angreifen. Auch die türkischen Reiter waren in drei Gruppen aufgeteilt, eine Abteilung wurde vom Sandzak-Beg Ismail aus Kruševac geführt, die zweite von Karlerije Mehmed-Beg, Statthalter in Skopje, die dritte schließlich von Hadum-Jakub Pascha selbst.

## Schlachtverlauf

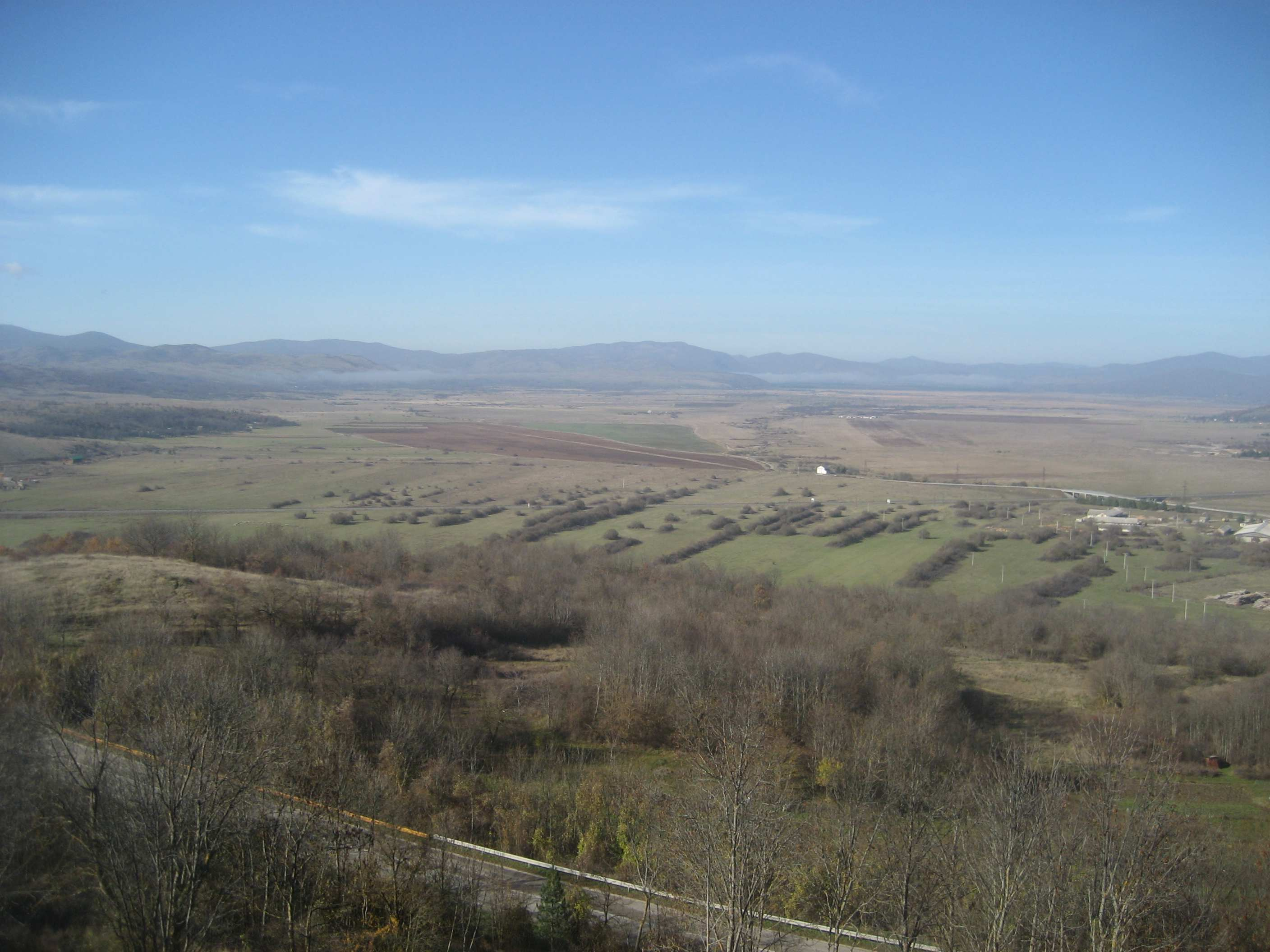
Blick auf das Krbava-Feld aus Richtung der Udbina

Die Schlacht begann in den frühen Morgenstunden des 9. Septembers 1493 mit dem Angriff der türkischen Truppen unter Ismail Bey. Ban Emerik Derenčin kam mit seiner kroatischen Streitmacht in die flache Ebene hinab und griff die Türken an. Nach kurzem Kampf zog sich Ismail Bey zurück, die Kroaten setzten nach und gerieten in den geplanten Hinterhalt. Vom Fluss Krbava aus griffen nun die Truppen Mehmed Beys an. Kurz darauf wandte sich auch Ismail Bey wieder gegen die Kroaten und Hadum Pascha ging frontal auf die kroatische Streitmacht los, die nun hilflos eingekreist war. Der frühe Tod von Juraj Vlatković und Ivan Frankopan Cetinski gleich zu Beginn der Kampfhandlungen brachte Verwirrung in die Reihen der kroatischen Soldaten. Als dann noch Bernardin Frankopan von Modruš vom Schlachtfeld floh, war der kroatische Widerstand gebrochen. Ban Emerik Derčenin, Nikola Frankopan von Tržac und Karlo Gušić wurden gefangen genommen.
Auf Seiten der Kroaten waren die Verluste sehr hoch, auch wenn genaue Zahlen nicht bekannt sind. Fest steht jedoch, dass auf dem Krbava-Feld das kroatische Adelsaufgebot praktisch zerschlagen wurde. Abgesehen von den Streitkräften des Bischofs von Nin und der Adelsfamilien Zrinski und Frankopan hatte Kroatien keine Truppen mehr und war nun besonders auf die Hilfe Innerösterreichs angewiesen, weil auch der ungarisch-kroatische König Vladislav II. (Böhmen und Ungarn) nur wenig zur Abwehr der Türken aufbieten konnte.

## Geschichtsaufzeichnung durch Chronisten
Über den Ablauf der Schlacht auf dem Krbavafeld gibt es einige historische Niederschriften von beiden Seiten. Die am meisten erwähnten Augenzeugenberichte stammen aus der Hand des Bischofs Juraj Divnić aus dem erloschenen Bistum Nin, aus der Hand des Pfarrers Martinac, von dem venezianischen Gesandten Antonio Fabreguese und von einigen türkischen, leider nicht namensbekannten Chronisten.
Der Bischof Juraj Divnić von Nin schrieb an Papst Alexander VI. über die Schlacht:
Heiliger Vater, ich denke dass Eure Heiligkeit über die tragischen Geschehnisse der verlorenen Schlacht der Christenheit auf dem Krbavafeld benachrichtigt wurde, somit auch über den Untergang der kroatischen Länder Slawoniens und Pannoniens, welchen die Feinde unseres Glaubens verursachten. Ich betrachte es als mein gläubiges Bemühen, dass auch ich eher von Tränen betrübt Euch mit meinem Schreiben mitteile, wie sehr viele von uns die Vernichtung ertragen mussten. Innerhalb meines Bistums wurde die Schlacht geführt, aus dem der Großteil der Getöteten herstammen. Und all dieses habe ich sehr betrübt verfolgt wie auch daran teilgenommen […] (Anfang der Niederschrift des Bischofs)
Des Weiteren schildert er über den Verlauf der Schlacht:
Am 9. September um sechs Uhr in der Frühe auf dem Krbavafeld unter der Stadt Udbina, von wo aus man nicht lange nach Dalmatien benötigt, rief der Ban Emerik Derenčin freudig aus: ‚Möge der Herr unserem Vorhaben gnädig gestimmt sein‘. In diesem Augenblick waren die Türken eingekreist gewesen und leicht zu schlagen. Doch den Hinterhalt erkannten die Unsrigen nicht, als die Türken sich unerwartet in drei Gruppen geteilt hatten und die Unsrigen einkreisten und den Kampf für sich versuchten zu wenden. Den Unsrigen gefror das Blut in den Adern. Viele unserer (Fußsoldaten) wurden durch die Kavallerien beider Streitmächte zu Tode getrampelt. Der Kampf wurde nun Mann gegen Mann aus nächster Nähe geführt. Trotzdem waren die Unsrigen siegessicher und schlugen sich tapfer, doch das Schicksal wollte es anders. An diesem einen Tag auf engstem Raum wurden 13.000 gefangengenommen oder umgebracht. Es liegen massenhaft Leichen auf beiden Seiten, über die sich die Tiere hermachen und keiner ist da, der sie ehrfürchtig begraben könnte. Wer soll über diese Schmach berichten? Den Türken schien dieser Triumph nicht genug, sondern damit sie ihn vorweisen können, schnitten sie den Toten die Nasen ab, um ihrem Herrn den Beweis somit darzubringen. Ban Emerik Derenčin wurde gefangen genommen und verschleppt, zuvor hieben sie seinem Sohn vor seinen Augen den Kopf ab.

## Folgen
Über die Bedeutung der Krbavaschlacht bestehen in der jüngsten kroatischen Geschichtsforschung unterschiedliche Auffassungen. Viele kroatische Historiker betrachten die Schlacht als ein eher unwichtiges militärisches Ereignis (auch wenn sie nach einigen Historikern den Niedergang des taktisch führenden Kampfes der feudalen Armeen bedeutet). Hinsichtlich der historischen Bedeutung für Kroatien stellt die Schlacht einen Umbruch dar. Die Schlacht war der letzte Versuch der Kroaten, sich eigenständig, ohne Hilfe anderer Großmächte wie zum Beispiel Ungarns gegen die Osmanen zu behaupten. Der kroatische Adel hatte nach der verlorenen Schlacht auf dem Krbavafeld nicht mehr die Kraft, sich gegen den weiteren Vormarsch der Türken Richtung Europa zu wehren. Es folgten mehrere kroatische Emigrationswellen aus dem Gebiet der Lika. Diese Entvölkerung vor dem Hintergrund der beständigen Türkengefahr brachte eine deutliche Veränderung der Bevölkerungsstruktur mit sich, indem sich zunächst walachische, später serbische und ruthenische Gruppen aus den türkisch kontrollierten Gebieten ansiedelten. Die verlorene Schlacht führte zum Zerfall der kroatischen Länder. Die bisherige Einheit war über Jahrhunderte verloren.